# Ponts de Näsi
Les ponts de Näsi (finnois : Näsinsilta) sont deux ponts du quartier Finlayson  au centre de Tampere en Finlande

## Présentation
Les ponts sont situés à la rencontre des rapides Tammerkoski et du lac Näsijärvi, au nord du pont ferroviaire.
Le plus ancien des ponts est le pont du nord, achevé en 1975. 
Il mesure 225 mètres de long et 14,25 mètres de large. 
Le pont du sud a été achevé en 1997 et mesure 218 mètres de long et 12,1 mètres de large.
Les deux ouvrages sont des ponts en faisceaux à 5 travées avec un tablier en béton armé. 
La structure porteuse du pont nord est une poutre-caisson et celle du pont sud une poutre composite.
Les ponts étaient à l'origine traversés par la route de contournement du nord du centre de Tampere, la Paasikiven-Kekkosentie, qui fait partie de la route nationale 12. 
Le trafic de contournement sur les ponts a pris fin le 15 novembre 2016, lorsque le trafic s'est déplacé vers le Tunnel de Tampere nouvellement achevé.
Après la fin de la circulation, les ponts ont été utilisés pour la circulation de chantiers de construction de Ranta-Tampella et comme voie de circulation douce. 
Dans le cadre du projet de construction du réseau des rues de Ranta-Tampella, le pont du sud sera inclus dans le réseau des rues de la ville de Tampere. 
Il n'y a pas encore de plan pour l'utilisation du pont du nord.

## Galerie

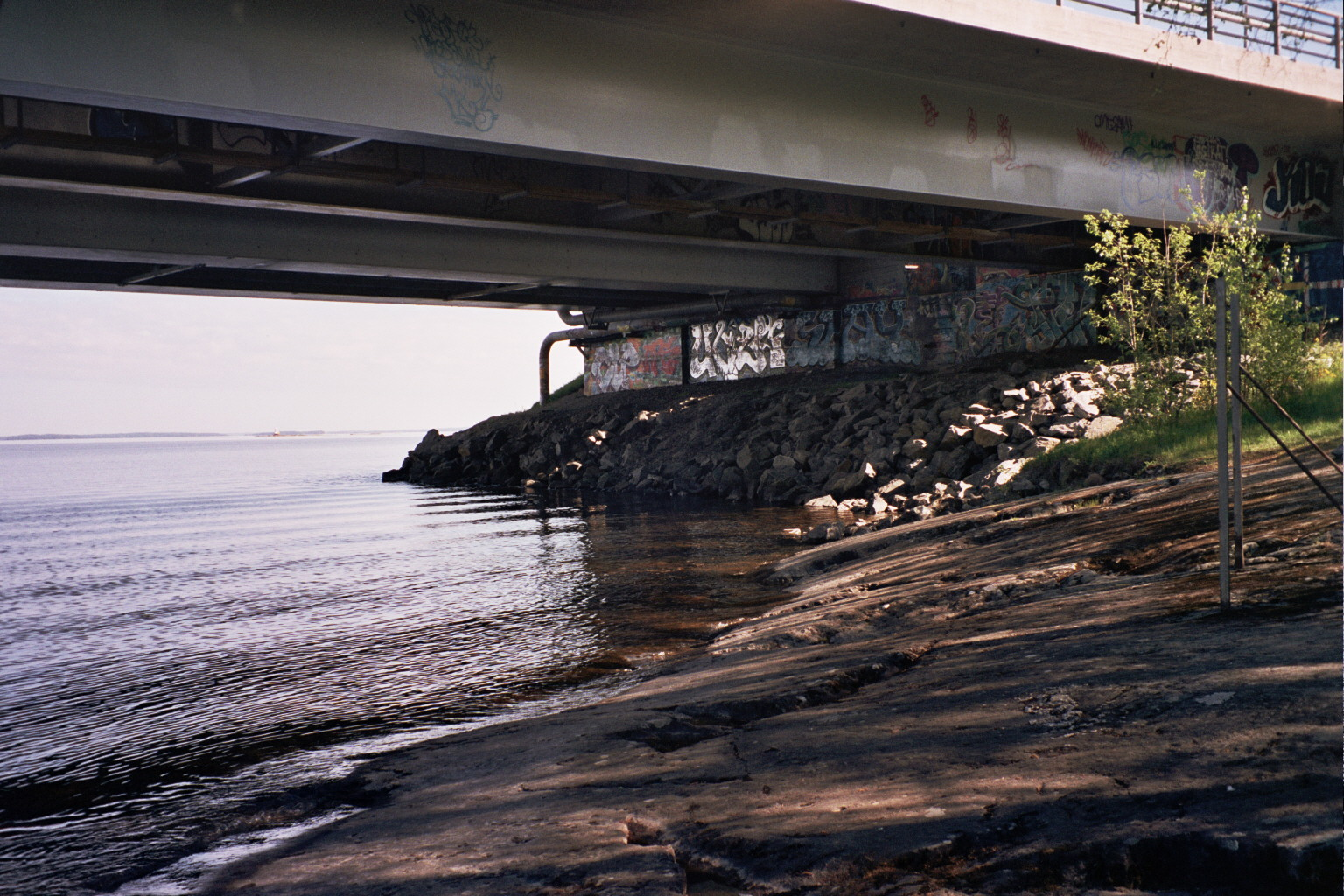
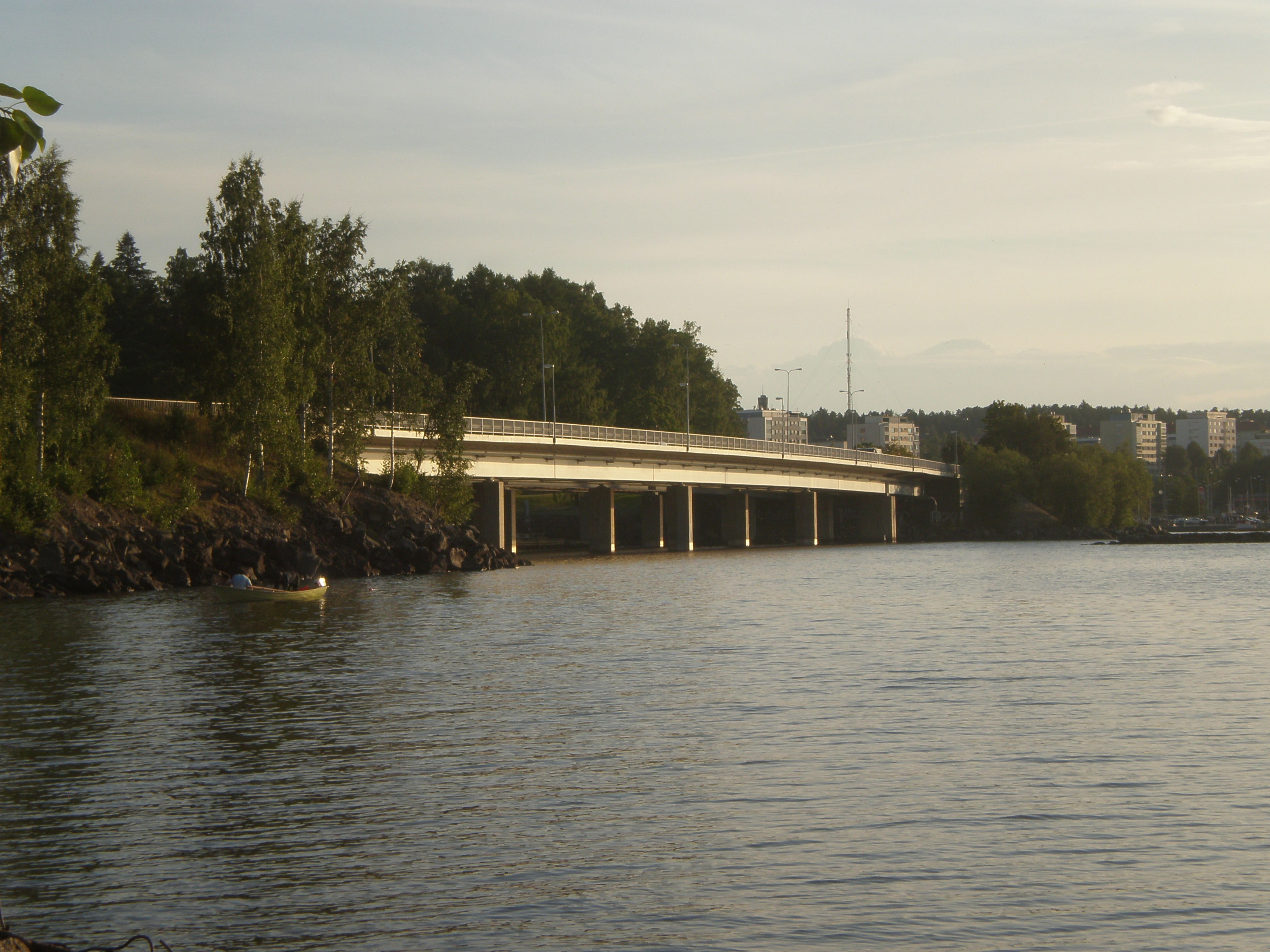